# Euspilotus azurescens
Euspilotus azurescens är en skalbaggsart som först beskrevs av Sylvain Auguste de Marseul 1855.  Euspilotus azurescens ingår i släktet Euspilotus och familjen stumpbaggar. Inga underarter finns listade i Catalogue of Life.